# ARAMA 36/37

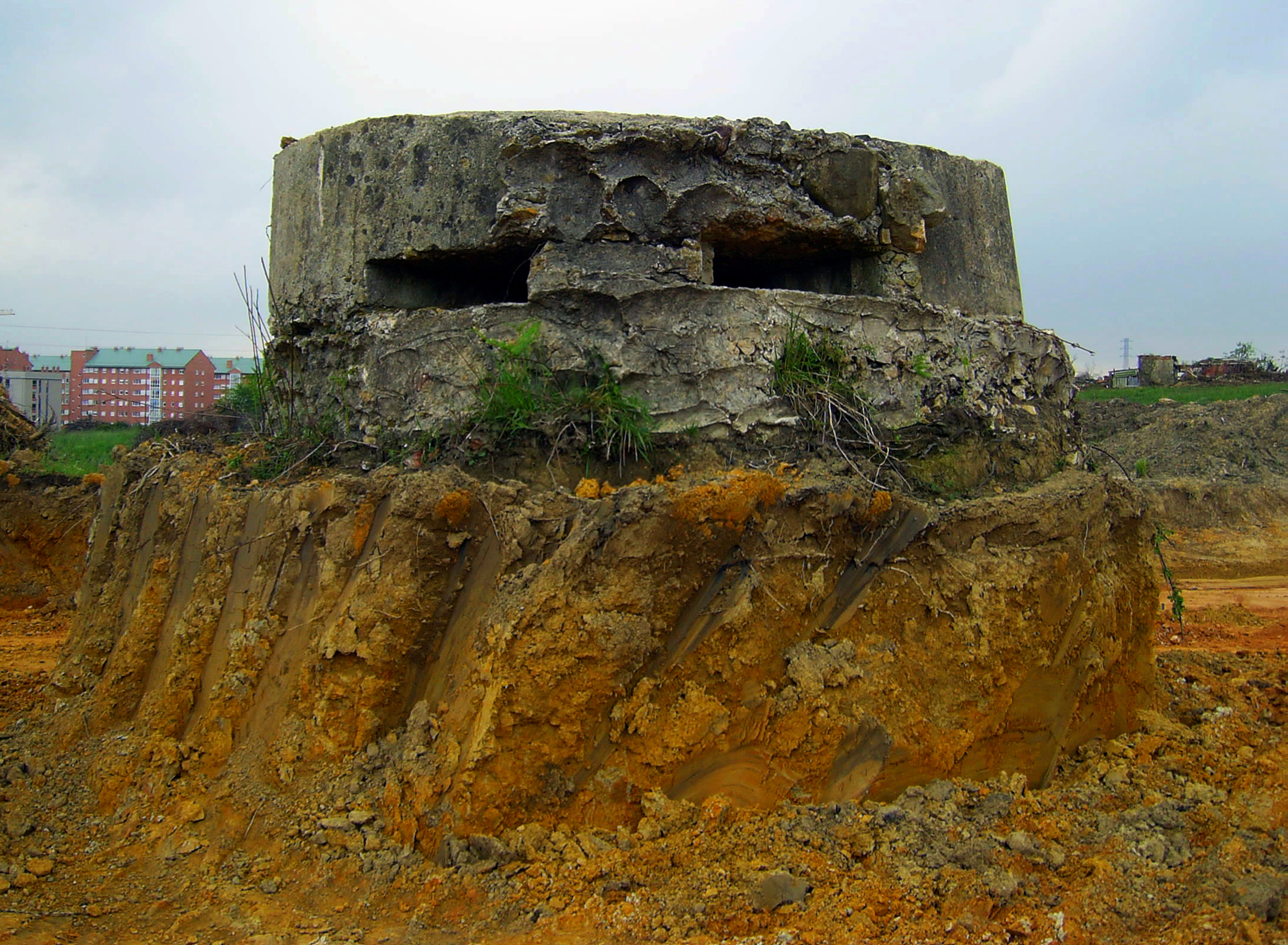
ARAMA 36/37

ARAMA 36/37 es el acrónimo de la Asociación para la Recuperación de la Arquitectura Militar Asturiana 1936-1937. Una entidad no gubernamental (ONG) formada por investigadores y estudiosos de la Historia Militar que sin ánimo lucrativo se encarga de investigar, analizar, registrar y preservar los elementos de ingeniería militar relacionados con la guerra civil española en Asturias, estableciendo criterios de conservación y promoviendo medidas para salvaguardarlos como parte del Patrimonio Histórico español.